# Караченцев (село)
Караченцев (укр. Караченців) — село, 
Грушинский сельский совет,
Первомайский район,
Харьковская область.
Код КОАТУУ — 6324582505. Население по переписи 2001 года составляет 130 (62/68 м/ж) человек.

## Географическое положение
Село Караченцев находится на расстоянии в 2 км от реки Орелька (правый берег).
На расстоянии до 2-х км расположены сёла Красное, Червоное, Грушино и Масловка.
По селу протекает пересыхающий ручей с несколькими запрудами.

## История
- 1926 — дата основания как хутора Караченцев.
- 1928 — изменён статус на село Караченцев.

По одной из теорий село названо в честь помещика Караченцева.

## Экономика
- Свинотоварная ферма.